# Seguieria langsdorffii
Seguieria langsdorffii är en kermesbärsväxtart som beskrevs av Horace Bénédict Alfred Moquin-Tandon. Seguieria langsdorffii ingår i släktet Seguieria och familjen kermesbärsväxter. Inga underarter finns listade i Catalogue of Life.

## Bildgalleri

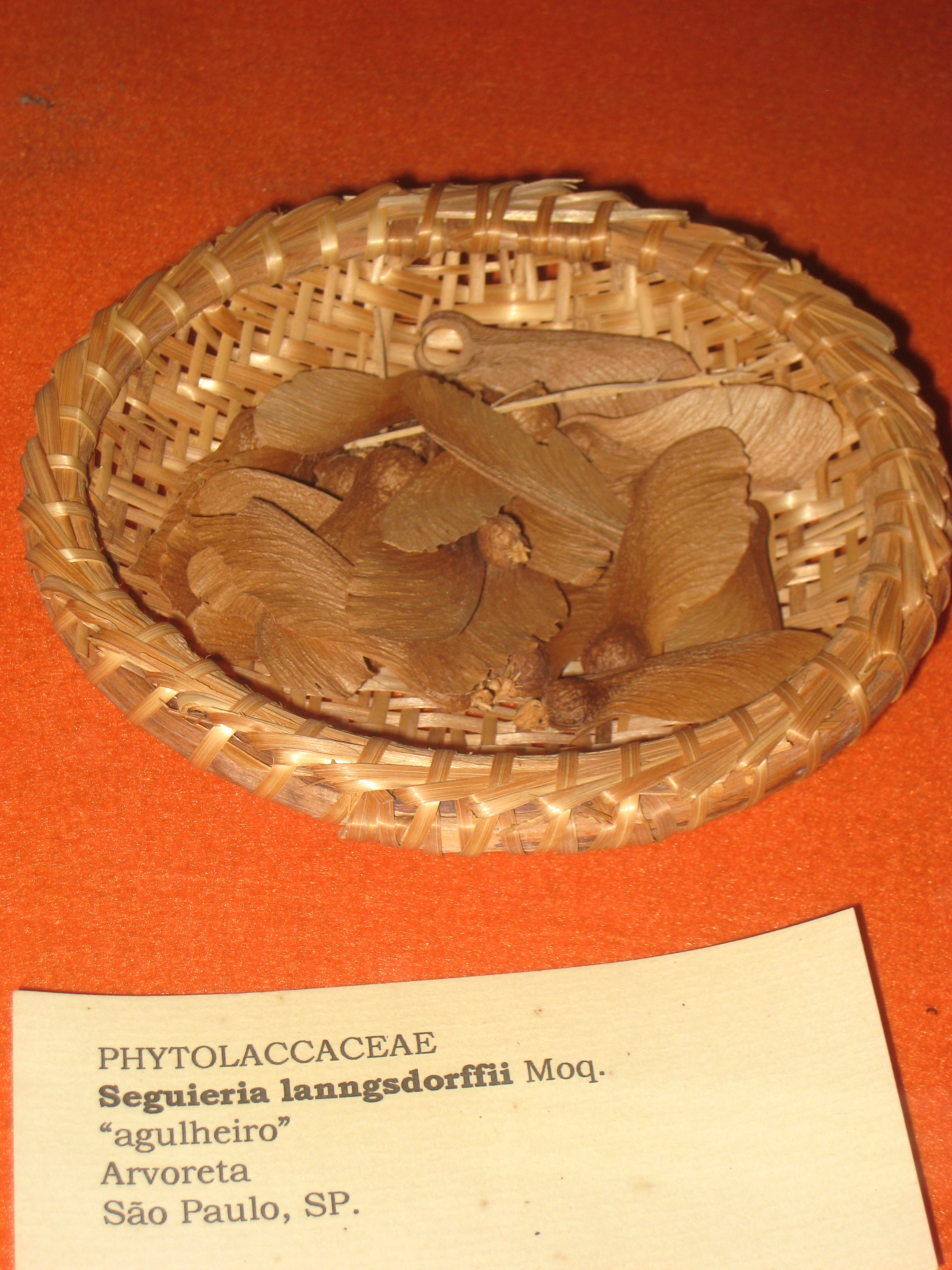